# Michele Topa
Michele Topa (Napoli, 27 luglio 1925 – Schwebheim, 1º settembre 1999) è stato un giornalista e scrittore italiano, tra i fondatori del "Giornale Nuovo" di Indro Montanelli e per dieci anni corrispondente da Bonn. I suoi libri sul Meridione d'Italia sono stati considerati come una rivisitazione di quello che è stato il Regno delle Due Sicilie..

## Biografia
Nato da padre calabrese e madre siciliana, si laureò in giurisprudenza. Giovanissimo, dopo aver partecipato alle Quattro giornate di Napoli, iniziò la carriera giornalistica, dapprima come correttore di bozze e reporter de La Voce, organo del PCI e del PSI, diretto da Mario Alicata e Nino Gaeta. Antistalinista, lasciò La Voce per passare a Il Paese, foglio repubblicano-nittiano, fondato da Amedeo Pistolese. Alla chiusura di questo giornale, Corrado Alvaro lo chiamò a Il Risorgimento. Quando Il Risorgimento riprese il suo vecchio nome, Il Mattino, iniziò la sua lunga permanenza nella redazione del giornale napoletano sotto la guida dei suoi maestri Giovanni Ansaldo, Carlo Nazzaro e Luigi Mazzacca, prima come redattore, poi capo dei servizi esteri e inviato speciale, collaborando anche alla terza pagina con interventi storico-politici. Nel 1959 pubblicò a puntate Così finirono i Borboni di Napoli, raccolto poi, nel 1960, in un volume fuori commercio che IL MATTINO offrì come strenna ai propri abbonati. La pubblicazione raccolse un inatteso successo per cui ci furono delle riedizioni.
Chiamato, nel 1966, dal gruppo Corriere della Sera, si trasferì a Roma a La Tribuna illustrata per la quale dettò I Briganti di Sua Maestà e Il romanzo dei Savoia. Nel 1969 fu chiamato a Milano da Giovanni Spadolini, neo direttore del Corriere, dove rimase fino al 1974 prima come redattore e poi come capo dell’ufficio esteri. Finita la parentesi spadoliniana al Corriere, Indro Montanelli lo invitò, insieme ad altri giornalisti, ad affrontare l’avventura de Il Giornale, dove creò l’Ufficio esteri.
Nel 1976 fu inviato come corrispondente de Il Giornale a Bonn. Dopo dieci anni di intensa attività nella capitale tedesca, un grave male lo costrinse ad abbandonare il giornalismo attivo.
Ristabilitosi e trasferitosi in Bassa Baviera, si dedicò alla scrittura e ripubblicò, in edizioni ampliate e riviste alla luce della più recente critica storica, Così finirono i Borbone di Napoli - Splendori e decadenza di un’antica dinastia (1990) e I briganti di Sua Maestà (1993), così inaugurando la collana Storia e controstoria della Fratelli Fiorentino. Logorato da una salute sempre più fragile, trascorse gli ultimi anni della sua vita in Germania. Riposa nel cimitero di Schwebheim.

## Vita privata
Era sposato con una bavarese. La coppia ha avuto un figlio.

## Opere
- Il romanzo dei Savoia, 1968
- Così finirono i Borbone di Napoli - Splendori e decadenza di un’antica dinastia, Fratelli Fiorentino, 1990 (ristampa)
- I briganti di Sua Maestà, Fratelli Fiorentino, 1993

## Riconoscimenti
- Cavaliere di merito del Sacro Militare Ordine Costantiniano di San Giorgio.